# 国王街 (布里斯托尔)
51°27′06″N 2°35′41″W / 51.4518°N 2.5946°W

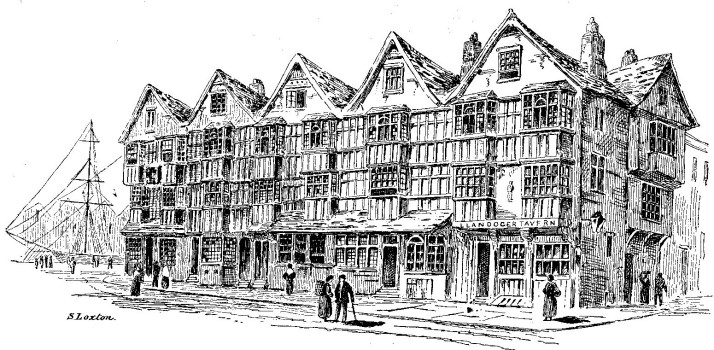

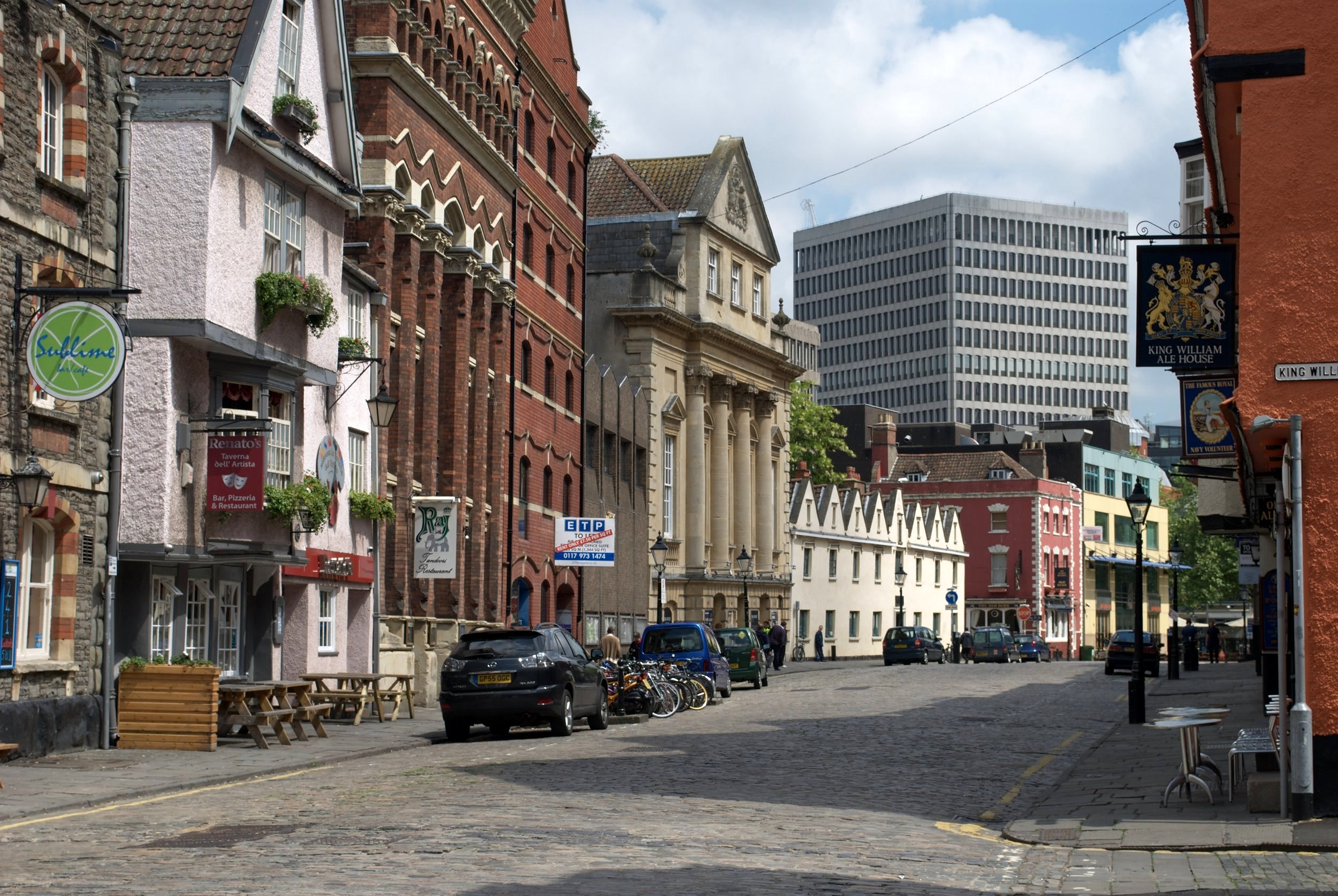

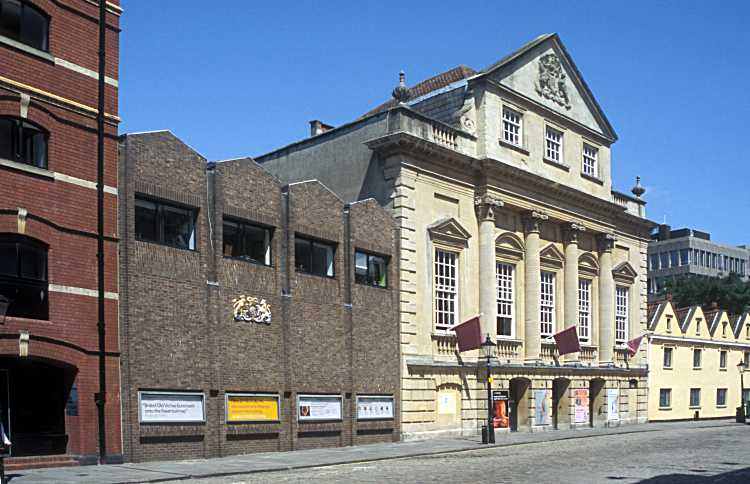

国王街（King Street）是英格兰布里斯托尔市中心的一条17世纪街道。
这条街就在旧城墙的南面，1650年为开发沼泽地而铺设，该地区位于南城墙和雅芳河之间。北侧首先得到开发，南边开发于1663年。街道得名于查理二世。
这一段城墙已列入在册古迹。

## 历史建筑
- 兰多杰平底船屋（1664年），现在是一个酒吧[2]
- 老公爵酒吧, （1780年代）[3]
- 圣尼古拉济贫院 (1652)[4]
- 皇家剧院(1766) 和库珀斯大厅 (1743)
- 国王街6号：历史可追溯到1665年，但目前早期乔治王建筑风格的立面建于1720年。[5] 原来的屋顶曾有山墙，类似毗邻的国王街7-8号。[5] 内部保留了许多十八世纪的18世纪的特征。[5] 已列为II*级登录建筑。[5]。
- 国王街7-8号：历史可追溯到1665年，[6] 在1976年修复期间，发现大部分使用了回收船舶的木材，  [6] 7号的窗户还具备原始特征，8号的窗户在十八世纪已被更换。[6] 国王街7-8号已列为II*级登录建筑。[6]
- 国王街14-15号：建于1860年，当时是一个仓库，现在是餐厅和办公室。[7] 与同时代建造的国王街32号是类似的设计。已列为II级登录建筑。[7]

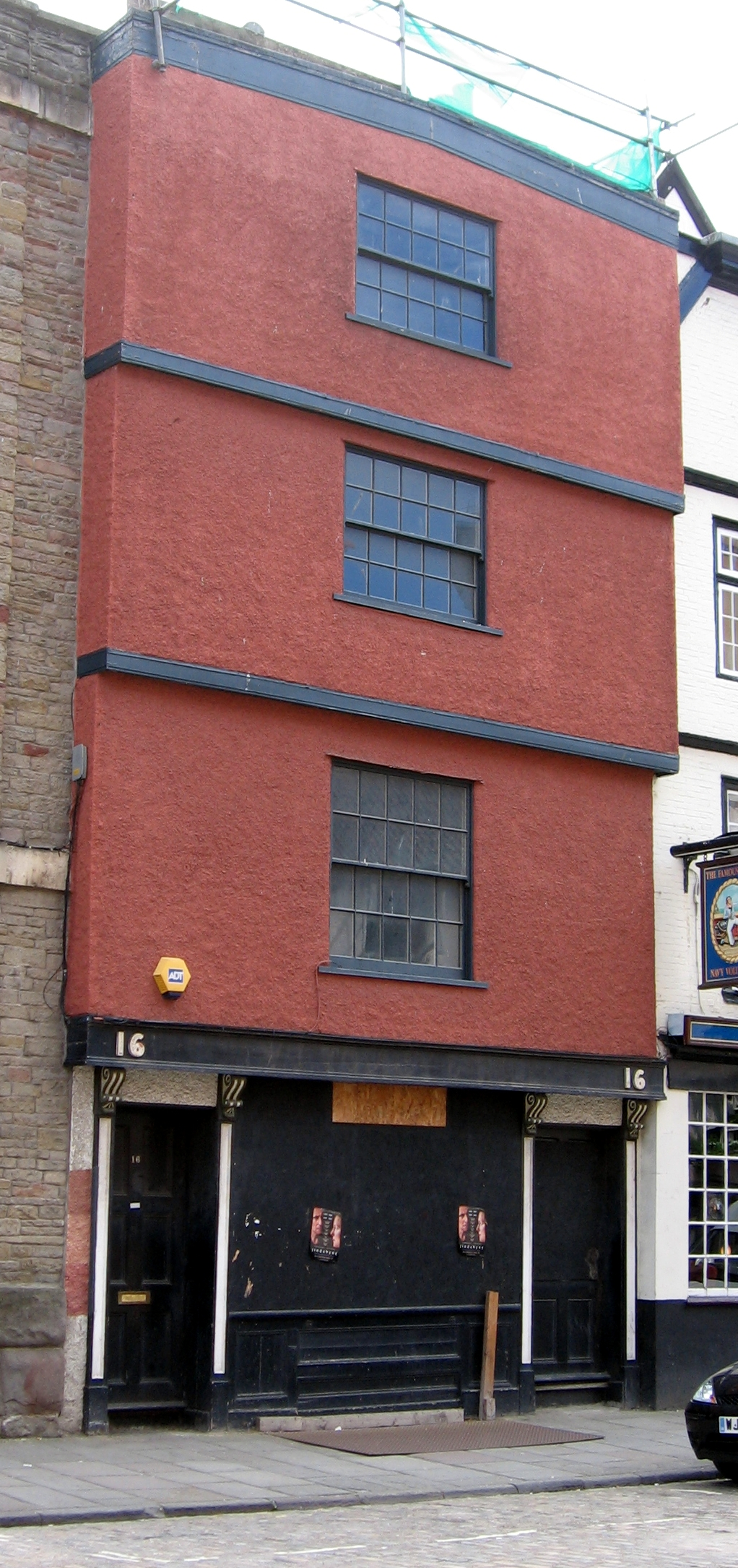
国王街16

- 国王街16号：历史可追溯至1665年，1959年1月8日列为II*级登录建筑。这是一座木构架的四层建筑，有地下室。[8]，现在用作办公室。
- 国王街17号：历史可追溯至1665年，已列为II*级登录建筑。[9] 与18号一起，开设了著名的皇家海军志愿者酒吧[10]。
- 国王街19号和20号，现在开设了威廉·阿莱国王之家（King William Ale House）[10]。

[商人创业者济贫院（1696~9）
- 国王街32号：原为一座仓库，建于1860年左右，[11] 现在是一家餐馆。与同时代建造的国王街14-15号是类似的设计。已列为II级登录建筑[11]。
- 国王街33–34号 (1653) 唯一幸存的原始建筑，包括旧城墙的一段[12][13]
- 国王街35号，建于1870年，拜占庭风格。以前的软木仓库，现在是一个办公室/工作室空间。已列为II级登录建筑。[14][15]
- 老图书馆(1738–40) 可能由老詹姆斯·帕蒂设计，现在是一家中餐馆[16]
- 商人探险家济贫院（Merchant Venturers Almshouses，1696–9)[17]

## 皇后广场
皇后广场就在国王街以南, 21世纪出现一片小空地，连接国王街西端与皇后广场的西北角。